# Adolph Giesl-Gieslingen
Adolph Giesl-Gieslingen (* 7. September 1903 in Trient, Tirol; † 11. Februar 1992 in Wien) war ein österreichischer Lokomotivkonstrukteur und Techniker.

## Leben
Adolph Giesl von Gieslingen stammt aus einer Offiziersfamilie, sein Vater war der General Arthur Giesl von Gieslingen, sein Großvater der Feldzeugmeister Heinrich Karl Giesl Freiherr von Gieslingen. Der General und Diplomat Wladimir Giesl von Gieslingen, welcher als Österreichisch-Ungarischer Botschafter in Belgrad am 23. Juli 1914 das Ultimatum Österreichs an Serbien übergab, war sein Onkel.
Giesl-Gieslingen, wie er nach dem Ende der Monarchie 1918 hieß, studierte an der Technischen Hochschule Wien, wo er 1925 sein Diplom als Ingenieur erwarb. Noch im gleichen Jahr begann er seinen Dienst als Konstrukteur in der Floridsdorfer Lokomotivfabrik, wo er am Bau der Reihe 214, der größten österreichischen Dampflokomotive, beteiligt war. Er konstruierte hierbei u. a. die überlangen Treibstangen, mit einer Länge von vier Metern die längsten der Welt. Er promovierte 1929 zum Dr. techn. mit einer Dissertation über die Verbesserung von Blasrohranlagen bei Dampflokomotiven. Direktor Arno Demmer schickte ihn im selben Jahr in die USA, wo er bis 1938 blieb. Er lernte dort seine Frau kennen, die er 1933 in New York heiratete und unternahm bei der Chesapeake & Ohio Railroad erste Versuche mit seinem Giesl-Ejektor. Nach seiner Rückkehr wurde er Assistent von Demmer und nach dem Zweiten Weltkrieg Chefkonstrukteur der Wiener Lokomotivfabrik Floridsdorf. Während des Krieges war er Exportchef der WLF und im Auftrage des Deutschen Reiches Bevollmächtigter für den Lokomotivverkauf u. a. in Rumänien, Kroatien und der Türkei.

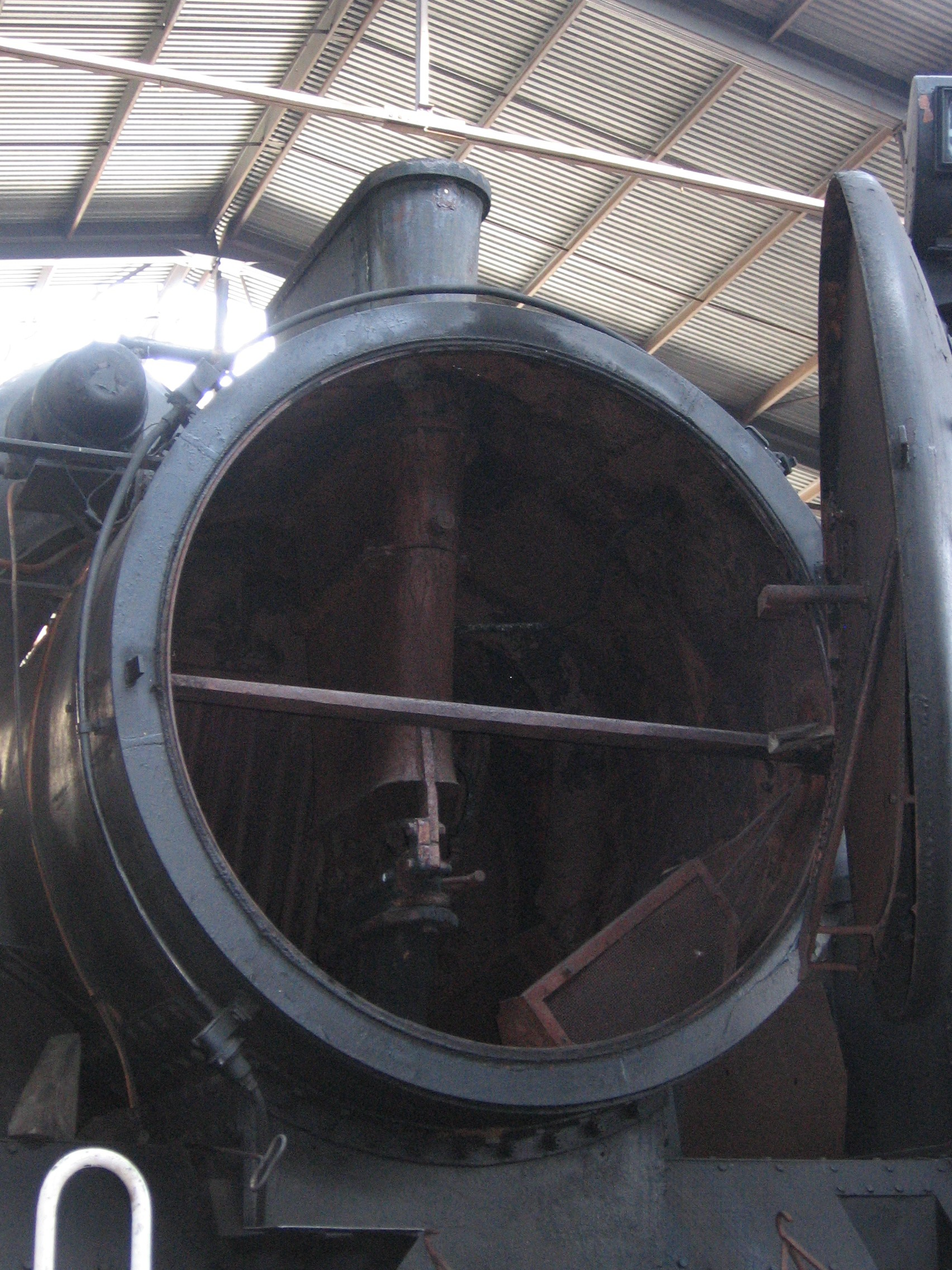
Geöffnete Rauchkammer einer Dampflok mit Giesl-Ejektor

1946 trat er seine Stelle als Honorarprofessor an der Technischen Hochschule in Wien als Nachfolger von Johann Rihosek an, die er bis 1978 innehatte. Bis 1950 war er bei der österreichischen Gesandtschaft in Washington als Leiter der Industrieabteilung des ERP-Büros.
Er entwickelte den Giesl-Ejektor für Dampflokomotiven, den er patentieren und in Zusammenarbeit mit den Schoeller-Bleckmann-Werken vertreiben ließ. Zuvor ließ er ihn 1949 bei der Chesapeake & Ohio Railroad erproben. Giesl war in seinen späteren Jahren technisch-schriftstellerisch tätig, er publizierte mehrere Bücher zum Themenkreis Dampflokomotivtechnik im Wiener Verlag Slezak. Er wurde im Familiengrab am Wiener Zentralfriedhof beigesetzt.

## Werke
- Lokomotiv-Athleten. Geschichte, Leistung und Kurvenlauf der Sechs- und Siebenkuppler. Verlag Slezak, Wien 1976, ISBN 3-900134-27-8.
- Die Ära nach Gölsdorf. Die letzten 3 Jahrzehnte des österreichischen Dampflokomotivbaus. Verlag Slezak, Wien 1981, ISBN 3-900134-37-5.
- Anatomie der Dampflokomotive International. Verlag Slezak, Wien 1986, ISBN 3-85416-089-5.